# بانبتد
بانبتد در اساطیر مصر باستان،به عنوان یکی از خدایان داور دادگاه بررسی نبرد هورس و ست بوده‌است؛در اساطیر مصر باستان این  قوچ  با خدای با و رع پیوند داشته‌است و با چهار سر که نماد خدای رع،شو،جب و اوزیریس بودند در نقاشی‌ها نمایان می شد.
مرکز کیش این الهه در شهر مندس در مصر سفلی بوده‌است؛و به عنوان"پروردگاری از آسمان" و "پروردگار زندگی" معنی می‌دهد.همسر این خدا حتمحت الههٔ ماهی بوده‌است.